# 鷹森立一
鷹森 立一（たかもり りゅういち、1925年（大正14年）10月31日 - 2011年（平成23年）12月21日）は、日本の映画監督。静岡県引佐郡三ケ日町（現在の浜松市浜名区三ヶ日）出身。

## 人物
旧制静岡県立浜松第二中学校（現在の静岡県立浜松西高等学校）を経て、旧制静岡県立静岡中学校（現在の静岡県立静岡高等学校）卒業後、早稲田大学に進学。文学部芸術専攻科を卒業し、東映に入社。
東映東京撮影所にて助監督 (映画スタッフ)を務める。途中で肺結核に罹患して1年半休職を余儀なくされた時期もあったが、1964年の映画『君たちがいて僕がいた』で映画監督として初演出。以後は千葉真一主演の『太陽に突っ走れ』、『子守唄シリーズ』、『河内遊侠伝』、『やくざ刑事シリーズ』、『狼やくざ 殺しは俺がやる』、『ボディガード牙シリーズ』、『冒険者カミカゼ -ADVENTURER KAMIKAZE-』や、『夜の歌謡シリーズ』（梅宮辰夫主演）などのメガホンを執る。
1960年代後半には東映制作のテレビ映画『キイハンター』、『アイフル大作戦』、『Gメン'75』などを手掛け、晩年までテレビドラマ演出を中心とした活動を続けていた。
2011年12月21日死去。86歳没。
夫人は東條英機の三女。

## 作品

### 映画
- 君たちがいて僕がいた （1964年）
- 夢のハワイで盆踊り （1964年）
- 可愛いあの娘 （1965年）
- 太陽に突っ走れ （1966年）
- 子守唄シリーズ
  - 浪曲子守唄 （1966年）
  - 続 浪曲子守唄 （1967年）
  - 出世子守唄 （1967年）
- 北海遊侠伝 （1967年）
- 河内遊侠伝 （1967年）
- 夜の歌謡シリーズ5作 （1968年 - 1969年）
- 謝国権「愛」より （秘）性と生活（1969年）
- 経験 （1970年）
- やくざ刑事シリーズ
  - やくざ刑事 恐怖の毒ガス （1971年） ※脚本も担当
  - やくざ刑事 俺たちに墓はない （1971年） ※脚本も担当
- 狼やくざ 殺しは俺がやる （1971年）
- セックスドキュメント トルコの女王（1972年）
- ボディガード牙シリーズ （1973年）
  - ボディガード牙 （1973年）
  - ボディガード牙 必殺三角飛び （1973年）
- 温泉おさな芸者 （1973年）
- 従軍慰安婦 （1974年）
- 冒険者カミカゼ -ADVENTURER KAMIKAZE- （1981年）
- 素晴らしきサーカス野郎 (1984年)
- 姐御（1988年）
- 桜の樹の下で （1989年）

### テレビドラマ
- ローンウルフ 一匹狼 （1967年 - 1968年）
- あひるヶ丘77（1968年 - 1969年）
- キイハンター （1968年 - 1973年）
- プレイガール （1969年 - 1974年）
- アイフル大作戦 （1973年 - 1974年）
- バーディー大作戦 （1974年 - 1975年）
- Gメン'75 （1975年 - 1982年）
- 柳生一族の陰謀 （1978年 - 1979年）
  - 第5話「人質救出指令」、第18話「沈丁花は殺しの匂い」、第22話「地獄を見た女」
- 警視庁殺人課 （1981年）

火曜サスペンス劇場（日本テレビ）
「たそがれに標的を撃て」（1982年1月5日、東映）
「監察医 室生亜季子」シリーズ(東映)
「弁護士・高林鮎子」シリーズ(東映)
- 十津川警部シリーズ
  - 日本一周「旅号」〈ミステリー・トレイン〉殺人事件 （1983年4月9日、TBS系、大映テレビ）
  - 四国連絡特急殺人事件 （1983年8月27日、TBS系、大映テレビ）
- 赤い秘密 （1985年）
- 大都会25時（1987年）
- 松本清張の老春 （1990年9月27日）
- 月曜ドラマスペシャル夏の特選サスペンス④2時間7分の身代金（1993年7月26日、TBS系）
- みだらな喪服の美女　江戸川乱歩の「白髪鬼」 （1994年1月8日）
- はぐれ刑事純情派
- 取調室
- 上条麗子の事件推理
- 捜査検事・近松茂道
- 検事・朝日奈耀子